# Juan Alvariño
Matías Ezequiel Banco (* 18. Dezember 1966 in Buenos Aires) ist ein ehemaliger argentinischer Fußballspieler. Der Abwehrspieler spielte in seinem Heimatland Argentinien sowie in Chile.

## Karriere
Juan Alvariño begann seine Karriere 1986 bei Deportivo Laferrere und wechselte 1990 ins Nachbarland Chile zum CD Palestino. Dort spielte er unter Trainer Manuel Pellegrini und erreichte das Halbfinale der Copa Chile. Nach einem Jahr beim CD O’Higgins lief er in Chile für den CD Cobresal auf, mit dem ihm 1994 der Aufstieg in die Primera División gelang. Alvariño kehrte 1995 zu Deportivo Laferrere zurück und blieb auch bis zu seinem Karriereende 2003 in seinem Heimatland, in dem er unter anderem noch für CA Atlanta und CA Belgrano spielte.